# Гоенлое (район)
Гоенлое (нім. Hohenlohekreis) — район в Німеччині, в складі округу Штутгарт землі Баден-Вюртемберг. Адміністративний центр — місто Кюнцельзау.

## Населення
Населення району становить 112 765 осіб (станом на 31 грудня 2020).

## Адміністративний поділ
Район поділяється на 8 громад (нім. Gemeinden) та 8 міст (нім. Städte):
| Міста (населення) | Громади (населення) |
| --- | --- |
| 1. Вальденбург (3025) 2. Ерінген (24 925) 3. Інгельфінген (5476) 4. Краутгайм (4640) 5. Кюнцельзау (15 389) 6. Нідернгалль (4073) 7. Ноєнштайн (6621) 8. Форхтенберг (5141) | 1. Брецфельд (12 552) 2. Вайсбах (2022) 3. Дерцбах (2491) 4. Купферцелль (6216) 5. Мульфінген (3670) 6. Пфедельбах (9178) 7. Цвайфлінген (1713) 8. Шенталь (5633) |

Дані про населення наведені станом на 31 грудня 2020.